# 四斑墨頭魚
四斑墨頭魚（学名：Garra quadrimaculata）为輻鰭魚綱鯉形目鲤科的其中一種，分布於非洲衣索比亞，本魚上嘴唇發展良好，喙葉些微地有小齒狀突的邊緣，下唇形式長度超過寬，背鰭軟條10至11枚；臀鰭軟條7枚，體長可達10.7公分，可做為食用魚。